# Kassim Oumouri
Kassim Oumouri, né en 1975 à Itsandra Mdjini est un journaliste sportif comorien.

## Biographie

### Enfance et formation
Kassim est né en 1975 à Itsandra Mdjini. Il est éducateur sportif.

### Carrière
,En 2000, Kassim rejoint Marseille en France et y travaille sur des projets de développements avec des jeunes. 2004 Directeur des animations des proximités au centre social des Rosiers dans le 14eme Arrondissement de Marseille. En 2005, Fondateur de l'association Twamaya-Espoir des Rosiers à Marseille. Clan Destin est un court métrage réalisé  par Kassim Oumouri qui joue encore l’acteur principale rencontre une histoire d’un jeune vivant à Marseille  amnésique après avoir été agressé par des jeunes et sauvé par rappeur.Il est Journaliste sportif de la Radio RCM13 Radio Comores Marseille. Il est journaliste à l’Office de radio et télévision des Comores (ORTC) et commentateur de la Chaîne nationale des Comores ORTC,, surnom de l'équipe des Comores de football.En 2022,Il parmi les Ambassadeurs de l'entreprise de télécommunications Telma Comores.
En 2022, il accompagne les Cœlacanthes à la CAN 2021 au Cameroun pour leur première participation. En février 2023 Il crée son entreprise de communication publicitaire. En 2023,Ambassadeur de l'entreprise Alcamare Voyages à Marseille. Parrain du premier édition du Komori Business- Salon business des entrepreneurs de la diasporas africaines. 

### Vie de famille
Kassim est marié et père de quatre enfants.

## Distinctions
- (2020) : Prix So Foot club 2020, Meilleur commentateur[5],[6].
- (2022) : Prix Brut. Parmi les Cinq personnalités qui ont marqué la Can 2022 au Cameroun